# 美衣菜△です! -Loveイチャ同居生活のススメ-
『美衣菜△です! -Loveイチャ同居生活のススメ-』（みいなさんかっけーです ラブイチャどうきょせいかつのススメ）は、2011年5月27日にFIANCEEより発売された18禁のパソコンゲーム（アダルトゲーム）ソフトである。

## 概要
FIANCEEによる処女作。「育成型・同居イチャイチャADV」と銘打たれ、アドベンチャーゲームで一般的に多用されている選択肢によるルート分岐によって物語が展開する形ではなく、選択肢及び「夜のお楽しみ」によってメインヒロインの美衣菜のパラメーターが変化し、その方向性によって三角関係に陥る相手ヒロインのルートが決まる仕様になっている。
ルート確定以降は出る選択肢によって美衣菜の「愛情度」が増減し、一定の数値以上か未満かで結末が2分する。
ちなみに美衣菜のパラメーターは「愛情度」「積極性」「従順性」「好奇心」「攻撃性」「女子力」の6つからなり、それぞれ0～8の間で増減。

## 登場人物
江ノ木 勇作（えのき ゆうさく）
本作の主人公。大学1年生で法学部法律学科に在籍し、英会話サークル「ヴァルハラ」のメンバー。両親は共働きで家に不在気味だった為に幼少より主に今は亡き祖母によって育てられ、祖母によって仕込まれて一通りの家事はこなせる。
一年前の時点で進学校にてそれなりに上位の成績を保持し教師にも気に入られていた事もあり早々に大学の推薦合格を確定させて暇を持て余していたところへ両親により家庭教師のアルバイトを勧められ美衣菜と出会う事となる。家庭教師等での手腕や人間性が美衣菜の両親にも認められて美衣菜の成績が上昇した後も家庭教師を続けられる事となり、その過程でお互いに惹かれ合うようになってクリスマスの日に勇作が告白して付き合うようになった。
大学進学時に両親が仕事の都合で海外へ行く事となった為にアパートで一人暮らしを始め、同時期に家庭問題で悩み自らも勇作と同じ境遇になりそうであった美衣菜を助ける為に美衣菜の両親を説得して5月から同棲を始める事となる。
綾崎 美衣菜（あやさき みいな）
声 - 椎那天
5月5日生まれ。155cm B84/W57/H83 O型。
勇作の同棲相手で本作のメインヒロインで聖百合原学園の2年生。実家が元公家であると噂されるお堅い家に育った超箱入り娘。
両親各々で会社を設立・経営しており、考えの違い等から夫婦仲は冷めて別居状態にある。
両親が海外に移住し夫婦間の問題を解決させるまでの間、恋人の勇作との同棲を始める事となった。
勇作の事が心から好きで好きで、彼の為なら何だって頑張れると自負している。
勇作の事を「ゆーちゃん」と呼ぶ。
麻音 未悠（あさね みゅう）
7月7日生まれ。159cm B86/W59/H84 A型。
美衣菜の同級生で親友であるサブヒロイン。美衣菜には「みゅーちゃん」と呼ばれている。
勇作と同棲を始めた美衣菜を何とか改心させようと努力しており、勇作を本能的に敵視して何とか本性を暴こうと日夜努力している様子だが、基本的に姉御肌のイイ娘。
学園では陸上部に所属。長距離のエースで人気者で、彼女曰く「勇作より女の子にモテて困る」。
親友の美衣菜の幸せを第一に考えているが、試験勉強の手助けを勇作に頼んだ事をきっかけに勇作に淡い恋心を抱くようになってしまい、親友と恋心の狭間で葛藤を始める事となる。
桐生 愛咲子（きりゅう うさこ）
8月24日生まれ。146cm B79/W53/H78 AB型。
美衣菜の同級生で親友で未悠といつも一緒にいるサブヒロイン。美衣菜には「うーちゃん」と呼ばれている。
見た目は幼いが、達観にして毒舌家。さらに学年トップの才女であり、容赦なく本質をズバリ言う事が多く、周りをあたふたさせる。未悠とは違い、勇作に対しては比較的好意的で、美衣菜の見えないところで女の子の秘密を教えてくれる。
母子家庭であり、母は優秀な外科医。
実はストーカー被害に悩んでおり、その悩みを勇作に助力してもらった事を契機に勇作に惹かれ始める。
妃宮 恋実（ひめや れみい）
10月27日生まれ。162cm B83/W59/H88 A型。
勇作と同じ大学で同じサークルの友達で文学部英文科に在籍しているサブヒロイン。
新歓コンパでナンパされ困っていた所を勇作に助けてもらって以来、何かと勇作に話しかけて来るようになり、同じサークルに加入し、同じバイトを始めるようになる。
勇作が美衣菜と同棲している事をしらないので、素直に自分の気持ちをアピールする。
よくしゃべって人付き合いもいいが、実は思いのほか嫉妬心が強い性格。
真波 星羅（まなみ せいら）
12月21日生まれ。154cm B82/W58/H82 A型。
健太郎先輩の彼女で、ちょびっと遊び人風の女子校生のサブヒロイン。
初対面の時には、勇作の事を「地味な男子」と呼ぶ無礼風ではあったが、実は彼氏の健太郎に合わせているだけであり、また通う学校の周りの雰囲気に合わせて遊び人風にしているものの、根は結構真面目な娘。
勇作らの通う学校に興味があり、将来の相談や健太郎との関係の相談等をしているうちに勇作に惹かれるようになる。
星乃 亜矢香（ほしの あやか）
3月24日生まれ。160cm B90/W57/H88 O型。
人気アイドルグループ「ATB108」のトップで、新作をリリースすれば常にチャートランキングでトップに躍り出る程の売れっ子アイドルのサブヒロイン。
ATB108の名付け親で、意味は「『あ』んた『た』ちの『煩』悩、108もあるんでしょ」の略。
ミュージシャンを自称し、それを目標にしており、ATB108の楽曲のうち半数近くを作詞していて作曲も手がけていたりする。
しかし、バラエティへの出演、握手会、その他イベント等々でミュージシャンとしての活動が出来ない現状を嘆き、方針でマネージャーとぶつかった際に事務所を飛び出してしまい、街を徘徊している中で歩道橋の上にいた所を「自殺しようとしているのでは？」と勘違いて止めようとした勇作と出会った。
潜伏先として快く迎えてくれた勇作と美衣菜に次第に惹かれていくようになる。
笹良 健太郎（ささら けんたろう）
勇作の幼馴染で経済学部に在籍の大学の先輩。英会話サークル「ヴァルハラ」の代表。
たまにしか学校に出ず、留年を繰り返しており、勇作とは結構年齢が離れているのに一学年上なだけであり、自称「大学生のベテラン」。いい加減で女好きな性格であるものの、ルックスは良くジムで体も鍛えているのもあって実際かなりモテる。
実は英会話は苦手で、サークルにはモテる為の「肩書き」として在籍しているのみなのでサークルの実績は皆無。昨年までメンバーは20人いたものの、メンバー全て（健太郎以外は全員女）と関係を持っていたのがバレて、現在は勇作と恋実を含む3人しかいないのが現状。
基本的に年上好きなので、星羅が初めての年下の彼女。

## スタッフ
- 原画 - 神月いつか
- 主題歌 - 工藤マミ[2]